# Муромский заказник (Карелия)
Му́ромский заказник — государственный ландшафтный заказник в Пудожском районе Республики Карелия, особо охраняемая природная территория.

## Общие сведения
Заказник расположен на восточном берегу Онежского озера в 32 км на юг от Пудожа, включает свыше 40 км береговой линии и 500-метровую полосу акватории Онежского озера с островами Большой и Малый Гурий. В состав заказника входит одно из крупнейших болот Карелии — Муромское площадью около 10 000 га.
Животный мир заказника типичен для тайги, встречается лось, медведь, волк. Из птиц — тетерев, глухарь, рябчик, орлан-белохвост, скопа. Водоёмы заказника богаты рыбой — судак, сиг, ряпушка, озёрный лосось, хариус.
В пределах заказника находится уникальный комплекс первобытной культуры — онежские петроглифы и памятник истории — Муромский Свято-Успенский монастырь.
Заказник учреждён постановлением Совета министров Карельской АССР № 390 от 13 ноября 1986 года.